# Tetiana Dudyk
Tetiana Dudyk –en ucraniano, Тетяна Дудик– (21 de junio de 1985) es una deportista ucraniana que compitió en remo. Ganó una medalla de bronce en el Campeonato Europeo de Remo de 2009, en la prueba de ocho con timonel.

## Palmarés internacional
| Campeonato Europeo | Campeonato Europeo  | Campeonato Europeo | Campeonato Europeo |
| Año                | Lugar               | Medalla            | Prueba             |
| ------------------ | ------------------- | ------------------ | ------------------ |
| 2009               | Brest (Bielorrusia) | Medalla de bronce  | Ocho con timonel   |